# Roseira (kommun)
Roseira är en kommun i Brasilien.   Den ligger i delstaten São Paulo, i den sydöstra delen av landet, 800 km söder om huvudstaden Brasília. Antalet invånare är 9 606.
Följande samhällen finns i Roseira:
- Roseira

Omgivningarna runt Roseira är huvudsakligen savann. Runt Roseira är det tätbefolkat, med 286 invånare per kvadratkilometer.